# Eva Nagy

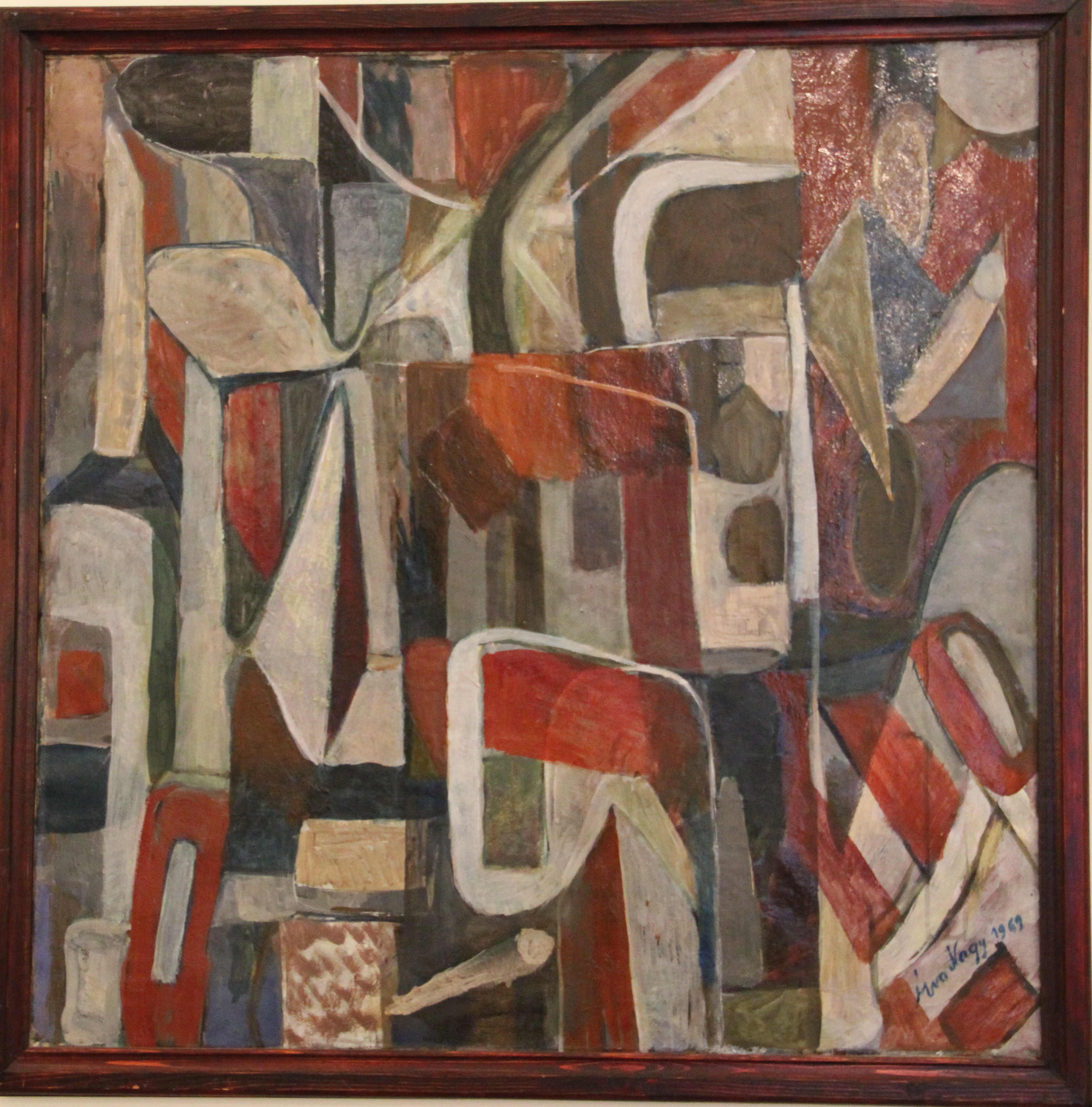
Eva Nagy: Die Farben der französischen Fahne (1969)

Eva Nagy (* 14. November 1921 in Aiud, Siebenbürgen; † 9. Oktober 2003 in Wien) war eine österreichische Malerin und Grafikerin.

## Leben
Nagy wurde als Tochter von Domokos Nagy, Direktor einer regionalen Konsumkooperative, und Piroska Kovács, Lehrerin, in Siebenbürgen geboren. 1938 begann sie ein zweijähriges Studium an der Zeichen- und Malakademie in Kolozsvár unter István Toth und Sándor Szopos.
1943 heiratete sie Béla Piskolti, von dem sie einen Sohn hat. Béla, der als Offizier an der nahe verlaufenden Front seinen Dienst tat, wurde im September 1944 von den heranrückenden sowjetischen Truppen gefangen genommen. In den Herbst- und Wintermonaten 1944/45 befand sich Nagy – mit ihrem Säugling – monatelang auf der Flucht vor den heranrückenden Truppen der Roten Armee. In späteren Werken Nagys finden sich Spuren dieser traumatischen Erfahrung. In den Jahren 1949 und 1950 studierte sie wieder Zeichnen und Malen an der Hochschule für bildende Kunst in Kolozsvár. Im September 1950, nach der Entlassung ihres Ehemannes aus sowjetischer Kriegsgefangenschaft und seiner Repatriierung nach Ungarn, wanderte sie mit ihrem Sohn zwecks Familienzusammenführung nach Ungarn aus. In Budapest studierte sie von 1950 bis 1954 an der Akademie der bildenden Künste unter Bertalan Pór. 1954 diplomierte sie. Im Frühjahr 1952 war die Ehe Nagys mit Béla Piskolti geschieden worden und 1953 heiratete sie Károly Somogyi, mit dem sie bis 1956 verheiratet war. Nach der Niederschlagung des ungarischen Volksaufstandes im Herbst 1956 flüchtete Nagy mit ihrem Sohn im Januar 1957 nach Österreich.
Ab 1957 führte sie ihr Studium an der Akademie der bildenden Künste Wien unter Albert Paris Gütersloh weiter. Sie erhielt ein Rockefeller-Stipendium, mit dem sie bis Anfang 1962 ihren Lebensunterhalt bestreiten konnte. 1965 organisierte Ernst Fuchs, der damals eine eigene Galerie leitete, die erste Einzelausstellung Nagys in Österreich. Von 1967 an bis zu ihrem Tod in 2003 erhielt sie Unterstützung von der Kulturabteilung des Magistrats der Stadt Wien und vom Bund, zuerst vom Bundesministerium für Bildung, Wissenschaft und Kultur und später vom Bundeskanzleramt, Sektion für Kunstangelegenheiten.
Am 9. Oktober 2003 starb sie in Wien. Sie liegt am Wiener Zentralfriedhof begraben.

## Einzelausstellungen
- 1965 Galerie Ernst Fuchs, Wien
- 1971 Galerie 10, Wien
- 1971 Theater am Schwedenplatz, Wien
- 1971 Blaue Galerie, Wien
- 1973 Galerie Holzer, Wien
- 1973 Theater am Schwedenplatz, Wien
- 1974 Galerie in der Blutgasse, Wien
- 1974 Galerie Holzer, Wien
- 1976 Galerie in der Blutgasse, Wien
- 1976 Galerie am Marktplatz, Böblingen, Deutschland
- 1978 Galerie am Marktplatz, „Bildsprache als Ausdrucksmittel“, Böblingen, Deutschland
- 1978 Galerie Gumpendorf des Bezirksmuseums Mariahilf: „Éva Nagy – Bildersprache als Ausdruckmittel“, Wien
- 1982 Bezirksvorstehung des 8. Bezirkes: „Éva Nagy – Ölbilder, Aquarelle und Graphiken“, Wien
- 1985 Metropolis Galerie International d’Art, Genf, Schweiz
- 1986 Kleine Galerie: „Malerei und Graphik 1936 – 1986“, Wien
- 1986 Kulturverein der Wiener Ungarn: „Impressionen von der Natur, Abstraktionen und Meditation“, Wien
- 1988 Galerie Emilia Suciu: „Malerei, Pastelle, Zeichnungen von 1958-1988“, Karlsruhe, Deutschland
- 1989 Galerie Emilia Suciu, Karlsruhe, Deutschland
- 1989 Kulturzentrum II. Bezirk, Budapest, Ungarn
- 1990 Duna Galerie und das österreichische Kulturinstitut, Budapest, Ungarn
- 1991 Duna Galerie und das österreichische Kulturinstitut, Budapest, Ungarn
- 1991 Galerie Emilia Suciu, Karlsruhe, Deutschland
- 1991 Hatvan: „Ölbilder“, Ungarn
- 2006 Galerie Körmendi, Sopron (Oedenburg) und Budapest: „Éva Nagy: 1921-2003“, Ungarn
- 2008 Leopold Museum, Wien: „Ernestine Rotter-Peters und Éva Nagy: Zwei Wiener Künstlerinnen des 20. Jahrhunderts“

## Arbeiten in öffentlichem Besitz (Auswahl)
- Österreichische Galerie Belvedere (19 Werke)
- Leopold Museum (6 Werke)
- Republik Österreich, Artothek des Bundes (12 Werke)
- MUSA Museum auf Abruf (18 Werke)
- Ungarischer Staat

## Auszeichnungen (Auswahl)
- 1959 Österreichischer Fügerpreis
- 1970–2003 Künstlerbeihilfe/Ehrengabe des Bundesministeriums für Unterricht und Kunst und später des Bundeskanzleramtes
- 1967–2003 Förderbeiträge des Magistrats der Stadt Wien (Kulturabteilung)
- 1980 Premia d’Italia, Diploma di Distinzione
- 1983 Ordine internazionale dei volontari par la pace, Diploma d’Onore
- 1986 Cavalier de l’Art, Accademia Bedriacense, Italien
- 1986 Goldmedaille der Accademia d’Italia dell’Arte e del Lavoro, Salsomaggiore, Italien
- 1992 Honory Member, Fundacion Abello, Barcelona, Spanien
- Honorary appointment to the National Board of Advisors, American Biographical Institute, Vereinigte Staaten, u. a.

### Monografie und Kataloge
- Eva Nagy - Bilder.1959–1988, Karlsruhe 1988, mit Beiträgen u. a. von Tibor Hanák, Gy. Klamár, Karl Herrmann und Kirsten Voigt
- Eva Nagy 1921–2003 (Szabolcs Etele Piskolti, Hg.) Budapest 2006, mit einem Beitrag von Frau Mag.E.Voggeneder „Das ruhende Labyrinth –Das Werk Eva Nagys: Vom Realismus zur Abstraktion“
- Eva Nagy 1921–2003 Eine mitteleuropäische Malerin, Böhlau Verlag, Wien, Köln, Weimar 2007 (Szabolcs E. Piskolti Hg.)

### Zeitungsartikel
- Anon: Ungarns junge Malergarde in Gumpendorf, in: Die Presse, No. 3010, 2. August 1958, S. 9.
- Kovách, Aladár: Begegnungen, in: Magyar Hirado, 15.Jahrgang, No. 8, 1. August 1971, o. S.
- Anon: Ausstellung einer visionären Künstlerin, in: Donaubote, 15. Jahrgang, No. 8, September 1971, o. S.
- Anon: Eine Fuchsentdeckung für unseren Kohlezug, in: Wiener Kurier, 2. Dezember 1971, o. S.
- Anon: Wie-Wo, in: Wochenpresse, No. 50, 14. Jahrgang, 19. Dezember 1971.
- Gesehen-gehört-gelesen, in: Wochenpresse, No. 11, 27. Jahrgang, 15. März 1972, S. 32.
- Visek, Maria:Ausstellung: Galerie in der Blutgasse 1976, in: unbekannt.
- Eine neue Eva Nagy in der Blutgasse, in Magyar Hirado, o. Jg., o. Nr., 1976
- Zwei Malerinnen, in Magyar Hirado, o. Jg., o. Nr., 1977.
- Schnurr, Sybille: Bildsprache als Ausdrucksmittel-Die Malerin Eva Nagy stellt am Marktplatz aus, in SZ Feuilleton, No. 17, 21. Jänner 1978, S. 14.
- Buchsbaum, Maria: Sommerliches Ausstellungskaleidoskop, in: Wiener Zeitung, 8. Juli 1986, o. S.
- Voigt, Kirsten: Die Farben der Verzweiflung, in Karlsruher Kultur, Deutschland, Badische Kulturnachrichten, Nr. 290, 15. Dezember 1988, S. 20.
- Hanák, Tibor: Eva Nagys Bilder, in unbekannt
- Klamár, Gyula: Eva Nagy - Maler kaufen ihre Bilder, in: Wiener Kunsthefte, 7. August 1986, S. 99.
- Fuchs, Ernst: Über Eva Nagy, in Wiener Kunsthefte, 7. August 1986, S. 102.
- Visek, Maria: Eva Nagys Kunst, in: Wiener Kunsthefte, 7. August 1986, S. 102.
- Nagy, Eva: Über mich und die Abstraktion der Welt, in Wiener Kunsthefte, 7. August 1986, S. 103.
- Brück, Matthias: Werke von Eva Nagy in der Galerie Suciu, in: Pfälzer Tagblatt, Oktober 1990, o. S.
- Voigt, Wolfgang: Zur Ausstellung in der Galerie Suciu, in: Badische Neueste Nachrichten, 45.Jahrgang, Nr. 239, 19. Dezember 1990, o. S.
- Anon: Im Labyrinth, in: Karlsruher Nachrichten, Oktober 1991, o. S.
- Anon: Galerie kleiner Prinz-Künstlerporträt, in: Oser Bote, No. 43/95, S. 10.
- Sümegi, György: Eva Nagy, eine Flüchtlingsmalerin, in: Korunk (Unsere Zeit), 12/2004, S. 77–92.
- Ebli, Gábor: Nagyenyed, Budapest, Bécs (Wien)-Die Neuentdeckung von Eva Nagy’s Lebenswerk, in: Uj Müvészet (Neue Kunst), Budapest, Oktober 2007, Jahrgang 18, No. 10, S. 50.
- Zwei beinahe vergessene Wiener Künstlerinnen im Leopold Museum, in: Der Standard, März 2008, o. S.
- Brigitte Borchhardt: Zu Unrecht vergessene Künstlerinnen, in: Wiener Zeitung, 21. März 2008, o. S.
- Wagner, István: Ki volt Nagy Éva?`(Wer war Eva Nagy?), in: on-line Artportal.hu, 30. April 2008

| Personendaten    | Personendaten                          |
| ---------------- | -------------------------------------- |
| NAME             | Nagy, Eva                              |
| KURZBESCHREIBUNG | österreichische Malerin und Grafikerin |
| GEBURTSDATUM     | 14. November 1921                      |
| GEBURTSORT       | Aiud, Siebenbürgen                     |
| STERBEDATUM      | 9. Oktober 2003                        |
| STERBEORT        | Wien                                   |